# Walter Schönstedt
Walter Schönstedt (* 14. Februar 1909 in Bernburg (Saale); † 29. November 1961 in Norwalk, Connecticut) (Pseudonym: Walter) war ein deutschamerikanischer Schriftsteller.

## Leben und Wirken
Nach dem Schulbesuch absolvierte Schönstedt eine Bildhauerlehre. Anschließend war er als Land- und Bauarbeiter tätig. Etwa in der Mitte der 1920er Jahre schloss er sich dem Kommunistischen Jugendverband und der Roten Jungfront an.
Die frühesten schriftstellerischen Beiträge Schönstedts sind Artikel für den Feuilletonteil der Roten Fahne im Jahr 1929. In der Spätphase der Weimarer Republik veröffentlichte Schönstedt die Romane Kämpfende Jugend (1931) und Motiv unbekannt (1933), die im Milieu der Berliner Arbeiterjugend angesiedelt sind. Beide Bücher waren in hohem Maße von kommunistischen Anschauungen geprägt und hatten ihrer Tendenz nach einen agitatorisch-werbenden Charakter, der mehr oder weniger implizit die Leser zur Einreihung in die kommunistische Bewegung aufrief.
Nach dem Machtantritt der Nationalsozialisten ging Schönstedt ins Exil nach Frankreich. Dort war er im internationalen Schriftstellerverband aktiv. Außerdem beteiligte er sich an der Gründung des Schutzverbandes Deutscher Schriftsteller im Exil. 1934 veröffentlichte er bei Willi Münzenbergs Editions du Carrefour in Paris das Buch Auf der Flucht erschossen. Ein SA-Roman, das er Heinz Bässler widmete, der unmittelbar nach seinem Abfall von der SA im April 1933 von SA-Angehörigen in Düsseldorf erschossen worden war. Der Roman schildert den Werdegang eines SA-Mannes, der im Verlauf eines politischen Desillusionierungsprozesses die antikapitalistisch-revolutionäre Programmatik der NSDAP zunehmend als Sozialdemagogie durchschaut und sich schließlich von der Partei abwendet.
Am 3. November 1934 veröffentlichte der Deutsche Reichsanzeiger die dritte Ausbürgerungsliste des Deutschen Reichs, durch welche Schönstedt ausgebürgert wurde. 1935 zog er in die Vereinigten Staaten, wo er sich weitgehend von seinen kommunistischen Anschauungen abwandte. Im Juni 1940 heiratete er dort die Schauspielerin Christiane Grautoff. 1941 trat er in die US-Armee ein. Während des Zweiten Weltkriegs und in der ersten Nachkriegszeit war Schönstedt als politischer Offizier, zuletzt im Rang eines Captains, in amerikanischen Kriegsgefangenenlagern tätig, wo er vor allem mit der Betreuung von Kriegsgefangenen befasst war. Unter anderem war er mitverantwortlich für eine Buchreihe zur Umerziehung der Kriegsgefangenen sowie an der Gründung der von Hans Werner Richter und Alfred Andersch herausgegebenen Zeitschrift Der Ruf beteiligt. 1944 stellte Schönstedt eine Gruppe von fünfundachtzig ausgewählten Kriegsgefangenen – durchweg Autoren, die nach ihrer Gefangennahme eine Anti-Nazi-Haltung zum Ausdruck gebracht hatten – zusammen, die im Herbst 1944 in das Civilian-Conservation-Corps-Lager in Van Etten, New York und später nach Fort Philip Kearney in Rhode Island gebracht wurden, um dort an der Erstellung von Schriften, Filmen, Zeitungen usw. zu arbeiten, die deutsche Kriegsgefangene von der Validität amerikanischer Ideale und Werte überzeugen sollten.
1947 ist er als Mitarbeiter der US-Militärverwaltung in Deutschland nachweisbar. Namentlich war er CAD Field Representative für den Regierungsbezirk Niederbayern/Oberpfalz.
Nach seiner Übersiedlung in die Vereinigten Staaten gab Schönstedt seine schriftstellerische Betätigung mehr und mehr auf. In der sozialistischen Forschung in der Deutschen Demokratischen Republik wurde später wiederholt der Vorwurf geäußert, Schönstedt habe in seinen Werken „einer Identifizierung mit Deklassierten und anarchistischen Einzelgängertum Vorschub geleistet“, wodurch er in letzter Konsequenz zu Positionen der Bourgeoisie übergegangen sei.
Über Schönstedts Schicksal seit etwa 1950 ist wenig bekannt. In der Literatur heißt es mal, er sei „seit 1951 verschollen“ und mal, er sei „um 1965“ verstorben. 1954 wird er als Journalist in Norwalk, Fairfield, Connecticut, USA verzeichnet.

## Schriften
- Jugend befreit sich. Berlin 1931.
- Kämpfende Jugend (= Der Rote Eine-Mark-Roman, Band 8). Berlin 1932; Neuauflage im Oberbaumverlag, Berlin 1976, ISBN 978-3-87628-116-2
- Motiv unbekannt. Berlin 1933.
- Auf der Flucht erschossen. Ein SA-Roman. Paris 1934.
- Das Lob des Lebens. New York 1938.
- The Cradle Builder. New York 1940.